# Kunstverein Ingolstadt
Der Kunstverein Ingolstadt ist ein gemeinnütziger, eingetragener Verein und fördert das Kunstverständnis und die Kunstpflege der Stadt Ingolstadt.

## Geschichte
Der heutige Kunstverein Ingolstadt e. V. geht auf den Vorgänger-Verein, der in den 1920er Jahren von Karl Ludwig Georg Liebl (1. Vorsitzender bis 1940) gegründet wurde, zurück.
Der Kunstverein besitzt seine Räumlichkeiten in der Städtischen Galerie im Theater in der Schloßlände 1 und wurde 1959 nach dem Zweiten Weltkrieg neugegründet. Er gehört der Arbeitsgemeinschaft Deutscher Kunstvereine an. Unterstützt wird dieser von seinen über 250 Mitgliedern, den Fördern, der Stadt Ingolstadt und vom Kulturamt der Stadt Ingolstadt.
Der Kunstverein gehört auch dem Bundesverband Bildender Künstlerinnen und Künstler an.

## Vorsitzende
- 1959–1961: Carl Max Haas
- 1962–1966: Josef Elfinger
- 1967–1971: Hardt-Waltherr Hämer
- 1972–1973: Peter Graf Henckel zu Donnersmarck
- 1974–1993: Wolfgang Weinzierl
- 1994–1996: Siegfried Hofmann
- 1997–2010: Isabella Kreim
- 2011–2015: Christine Fuchs
- 2016–2024: Hubert P. Klotzeck
- seit 2024: Karin Derstroff

## Mitglieder (Auswahl)
- Bernhard Bruckmayer (1910–1972), Maler
- Siegfried Dengler (* 19??), Architekt
- Johannes Eppelein (1891–1965), Maler
- Hans Friedrich (* 1939), Maler
- Tobias Hoffmann (* 1970), Kunsthistoriker
- Christian Neuburger (* 1971), Architekt und Musiker
- Thomas Neumaier (* 1948), Konzeptkünstler
- Gustav Schneider (1910–1988), Maler
- Alois Schölß (1905–1986), Maler
- Karl August Tinti (1876–1933), Architekt und Maler
- Peter Volkwein (1948–2002), Künstler

## Ausstellungen
Vorgänger Verein
- 1936: Ernst Ludwig Kirchner

Peter Volkwein konzipierte und organisierte von 1974 bis in die 1990er Jahre Ausstellungen für den Kunstverein.
Bis 2000
- 1960: Karl August Tinti
- 1961: Johannes Eppelein
- 1963: Käte Krakow, Alfred Kubin, Gustav Schneider, Knut Schnurer
- 1964: Leo von Klenze (posthum)
- 1965: Marc Chagall,[4] Ernst Graupner,[5] Alfred Manessier, Georges Rouault
- 1966: Hans Aeschbacher, Heinrich Eichmann
- 1967: Erika Rössing, Karl Hubbuch
- 1968: Honoré Daumier
- 1969: Willy Verkauf, Marc Chagall, David Hockney, Joachim Palm, Walter Tafelmaier
- 1970: HA Schult,[6] Josef Albers,[7] Hans Friedrich, Jürgen Reipka
- 1971: Pius Eichlinger, Walter Tafelmaier, Gottfried Böhm
- 1973: Harry Kramer
- 1974: Otto Piene[8]
- 1975: Vlassis Caniaris, Hetum Gruber[9]
- 1977: A. D. Trantenroth, Anton Rooskens
- 1978: Günter Dollhopf,[10] Georg Karl Pfahler, Michael Mathias Prechtl, A. Paul Weber
- 1979: Pius Eichlinger, Hans Friedrich[11]
- 1980: Michael Gitlin
- 1981: Karl Bohrmann, Joseph Beuys[12], Verena von Gagern
- 1982: Walter Hanel
- 1983: Brian Bagnall, Chargesheimer[13]
- 1984: Peter Brötzmann, Mihály Biró, Bernd Klötzer, Jürgen Brodwolf,[14] Man Ray
- 1985: Jack Goldstein, Linda Heiliger, Herlinde Koelbl, Hans Schmitt
- 1986: Ben Vautier, Jürgen Bordanowicz, Raoul Hausmann
- 1987: Heinrich Glas
- 1988: Hetum Gruber, Alfred Hrdlicka
- 1989: Klaus W. Sporer
- 1990: Johannes Brus[15], Wilhelm Koch, Thomas Neumaier
- 1991: Herlinde Koelbl, Tomi Ungerer
- 1992: Karl Horst Hödicke, Sjoerd Buisman[16], Günter Dollhopf, Lili Fischer, Ulrich Rückriem
- 1993: Oskar Koller, Joseph Gallus Rittenberg
- 1994: Trak Wendisch[17]
- 1995: Pius Eichlinger, Barbara Hammann, Hans Scharoun (posthum), George Tabori
- 1996: Klaus Kinold, Herlinde Koelbl
- 1998: Ulrike Hein, Curt Stenvert
- 1999: Hetum Gruber, Tony Vaccaro

Seit 2000
- 2000: Jürgen Bordanowicz[18]
- 2002: Stefanie Trojan
- 2003: Claudia von Funcke
- 2004: Ursula Neugebauer
- 2005: Josef Schulz
- 2009: Eberhard Bosslet[19]

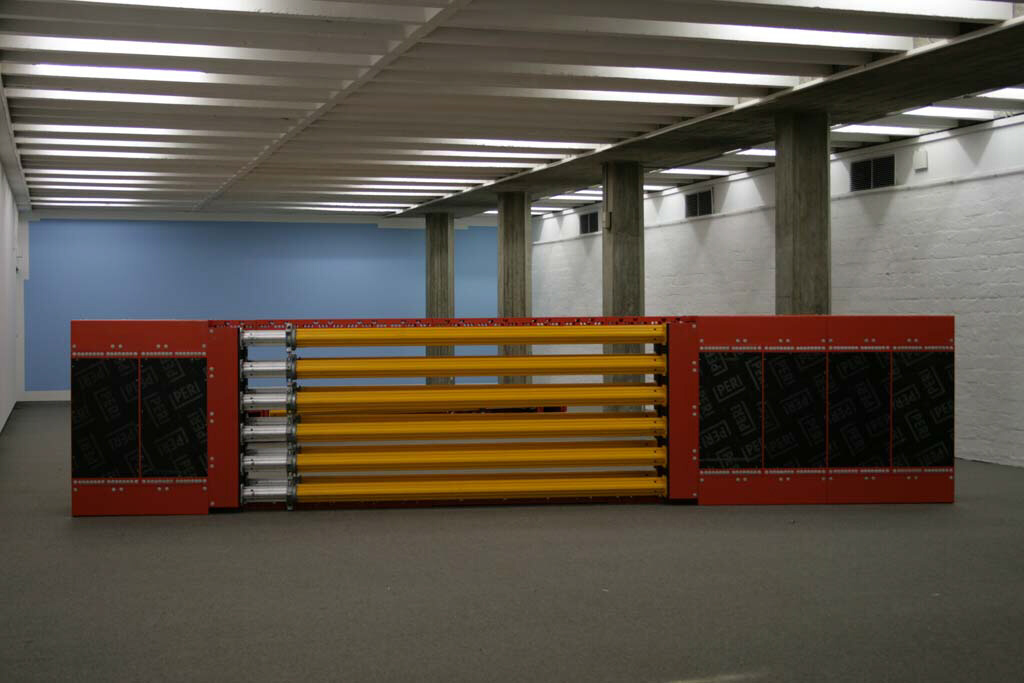
Modulare Struktur, Eberhard Bosslet

- 2011: Gudrun Kemsa, Pius Eichlinger
- 2014: Helga Fanderl[20]
- 2015: Black Hole Horizon, Thom Kubli
- 2018: Michael Schölß
- 2019: Klaus Kinold[21]

## Preise
- 2004: Kulturpreis der Stadt Ingolstadt

## Architekturforum Vorträge
- 2019: Norbert Diezinger über Karljosef Schattner, Reem Almannai über Josef Wiedemann, Michael Gaenßler über Hans Döllgast, Hans-Michael Koetzle und Wolfgang Jean Stock über Architekturfotografie
- 2015: Ruth Berktold
- 2014: Fischer Multerer, Hess Talhof Kusmierz, nbundm*, Nuyken von Oefele, Palais Mai, Leuschner von Gaudecker
- 2010: Peter Kluska, Thomas Knerer, Rita Lex-Kerfers und Karl Frey
- 2009: Florian Fischer, Meinhard von Gerkan
- 2007: Jörg Homeier, Volker Staab
- 2006: Ludwig Wappner
- 2005: Vittorio Lampugnani, Ulrike Lauber, MY ARCHITECT Dokumentarfilm (Regie Nathaniel Kahn Kooperation mit Audi Programmkino)
- 2004: Florian Nagler, Fritz Auer von AUER + WEBER, Hermann Schröder
- 2003: Willi Egli
- 1995: Hardt-Waltherr Hämer